# 12-12-12: Концерт на користь постраждалих від Сенді
12-12-12: Концерт на користь постраждалих від Сенді - благодійний концерт, що відбувся 12 грудня 2012 в Медісон-сквер-гарден в Нью-Йорку.
Концерт проводився у відповідь на Ураган Сенді, що спустошив частину Північного Сходу США в кінці жовтня 2012 і завдав у США збитків на приблизно 63 млрд. доларів США. Концерт транслювався наживо на ТВ, радіо, в кінотеатрах і через інтернет на шістьох континентах для понад мільярда осіб. Концерт тривав близько чотирьох годин.
Доходи від заходу пішли до Фонду Робіна Гуда для допомоги найбільш постраждалим у штатах Нью-Йорк, Нью-Джерсі та Коннектикут..

## Квитки
Квитки на захід продавалися через Ticketmaster 3 грудня 2012 опівдні (клієнтам Chase Bank можна було купити о 9 ранку) і були розпродані впродовж декількох хвилин. Ціна на квитки була $150, $500, $750 і $2,500 і всі доходи пішли у Фонд Робіна Гуда. Як ведеться з заходами з великим попитом на відвідування, значна частина квитків була розкуплена спекулянтами, що зразу ж стали продавати їх за вищими цінами. 7 грудня 2012 квитки перед сценою коштували до $48,000, а решта продавалася за цінами від $525 до $3,000.

## Трансляція
Концерт транслювався понад 40 телеканалами США і понад 20 міжнародними телеканалами. Його також транслювали понад 26 вебсайтів включаючи YouTube і 50 радіостанціями в США. Також подію транслювала низка кінотеатрів у штатах Нью-Йорк, Нью-Джерсі і Конектикут, відповідні квитки туди почали продавати 5 грудня.

## Виконані пісні
1. Брюс Спринстін та E Street Band
  1. "Land of Hope and Dreams" з частиною "People Get Ready"
  2. "Wrecking Ball"
  3. "My City of Ruins" з частиною "Jersey Girl"
  4. "Born to Run" спільно з Джоном Бон Джові)
2. Роджер Вотерс (з Pink Floyd)
  1. "In the Flesh?"
  2. "The Happiest Days of Our Lives"
  3. "Another Brick in the Wall (Part 2)" (з танцями)
  4. "The Ballad of Jean Charles de Menezes"
  5. "Money"
  6. "Us and Them"
  7. "Comfortably Numb" (спільно з Едді Ведером
3. Bon Jovi
  1. "It's My Life"
  2. "Wanted Dead or Alive"
  3. "Who Says You Can't Go Home" (спільно з Брюсом Спринстіном)
  4. "Livin' on a Prayer"
4. Ерік Клептон
  1. "Nobody Knows You When You're Down and Out"
  2. "Got to Get Better in a Little While"
  3. "Crossroads"
5. The Rolling Stones
  1. "You Got Me Rocking"
  2. "Jumpin' Jack Flash"
6. Аліша Кіз
  1. "Brand New Me"
  2. "No One"
7. The Who
  1. "Who Are You"
  2. "Bell Boy" (за участі архівних записів вокалу Кіта Муна)
  3. "Pinball Wizard"
  4. "See Me, Feel Me"
  5. "Baba O'Riley"
  6. "Love, Reign o'er Me"
  7. "Tea & Theatre"
8. Каньє Вест
  1. "Clique"
  2. "Mercy"
  3. "Power"
  4. "Jesus Walks"
  5. "All of the Lights"
  6. "Run This Town"
  7. "Diamonds from Sierra Leone"
  8. "Diamonds Remix"
  9. "Touch the Sky"
  10. "Gold Digger"
  11. "Good Life"
  12. "Runaway"
  13. "Stronger"
9. Біллі Джоел
  1. "Miami 2017 (Seen the Lights Go Out on Broadway)"
  2. "Movin' Out (Anthony's Song)"
  3. "Have Yourself a Merry Little Christmas"
  4. "New York State of Mind"
  5. "The River of Dreams"
  6. "You May Be Right"
  7. "Only the Good Die Young"
10. Кріс Мартін з Coldplay
  1. "Viva la Vida"
  2. "Losing My Religion" (спільно з Майклом Стайпом з R.E.M.)
  3. "Us Against the World"
11. Пол Маккартні
  1. "Helter Skelter"
  2. "Let Me Roll It"
  3. "Nineteen Hundred and Eighty-Five"
  4. "My Valentine (спільно з Даяною Крол)
  5. "Blackbird"
  6. "Cut Me Some Slack" (спільно з Крісом Новоселічем, Дейвом Ґролом і Петом Сміром - усі з Нірвани)
  7. "I've Got a Feeling"
  8. "Live and Let Die"
12. Аліша Кіз
  1. "Empire State of Mind"